# Жошуй
Жошуй (кит. 弱水, буквально: «слабая вода») также Эдзин-Гол, устар. Ецзин-гол — река на севере Китая. В верхнем и среднем течениях также носит название Хэйхэ (кит. 黑河, буквально: «чёрная река»).

## География
Протяжённость реки составляет около 900 км. Площадь её бассейна насчитывает 78600 км². Истоки находятся в ледниках хребтов Циляньшань и Таолайшань (горы Наньшань). Течёт в северо-восточном направлении. Протекает через пустыни Алашань и Гоби, впадает несколькими рукавами в озёра Гашун-Нур и Сого-Нур. Питание ледниковое и снеговое. Половодье летом. Крупные притоки Линьшуй, Лиюаньхе. Используется для орошения. На реке Жошуй города: Динсин, Гоатай, Чжанъе (Ганьчжоу) и другие.